# ماری فیلد
ماری فیلد (انگلیسی: Mary Field؛ ۱۰ ژوئن ۱۹۰۹ – ۱۲ ژوئن ۱۹۹۶) هنرپیشه اهل ایالات متحده آمریکا بود که بیشتر نقش‌های مکمل را بازی می‌کرد.
از فیلم‌ها یا برنامه‌های تلویزیونی که در آن نقش داشته می‌توان به ترانه جنوب، سه چهره ایو، معجزه در خیابان ۳۴ام، زندگی با پدر، دوجینش ارزان‌تر است و پسرم، پسرم! اشاره کرد.

## مرگ
مری فیلد در خانه اش در فیرفکس، ویرجینیا ، بر اثر عوارض ناشی از سکته درگذشت.